# James-Krüss-Grundschule
Die James-Krüss-Grundschule ist eine offene Ganztagsschule im Berliner Ortsteil Moabit. Das Schulgebäude stammt aus dem Jahr 1896 und steht unter Denkmalschutz. Die Schule trägt seit 1967 den Namen des Kinder- und Jugendbuchautors James Krüss. Nach einem mehrjährigen Fusionsprozess der James-Krüss-Grundschule, Moses-Mendelssohn-Oberschule und des Theodor-Heuss-Gymnasiums startete mit dem Schuljahr 2013/14 die Theodor-Heuss-Gemeinschaftsschule als Schule von Klasse 1 bis 13.

## Geschichte

### 1894–1896: Gründung und Bau

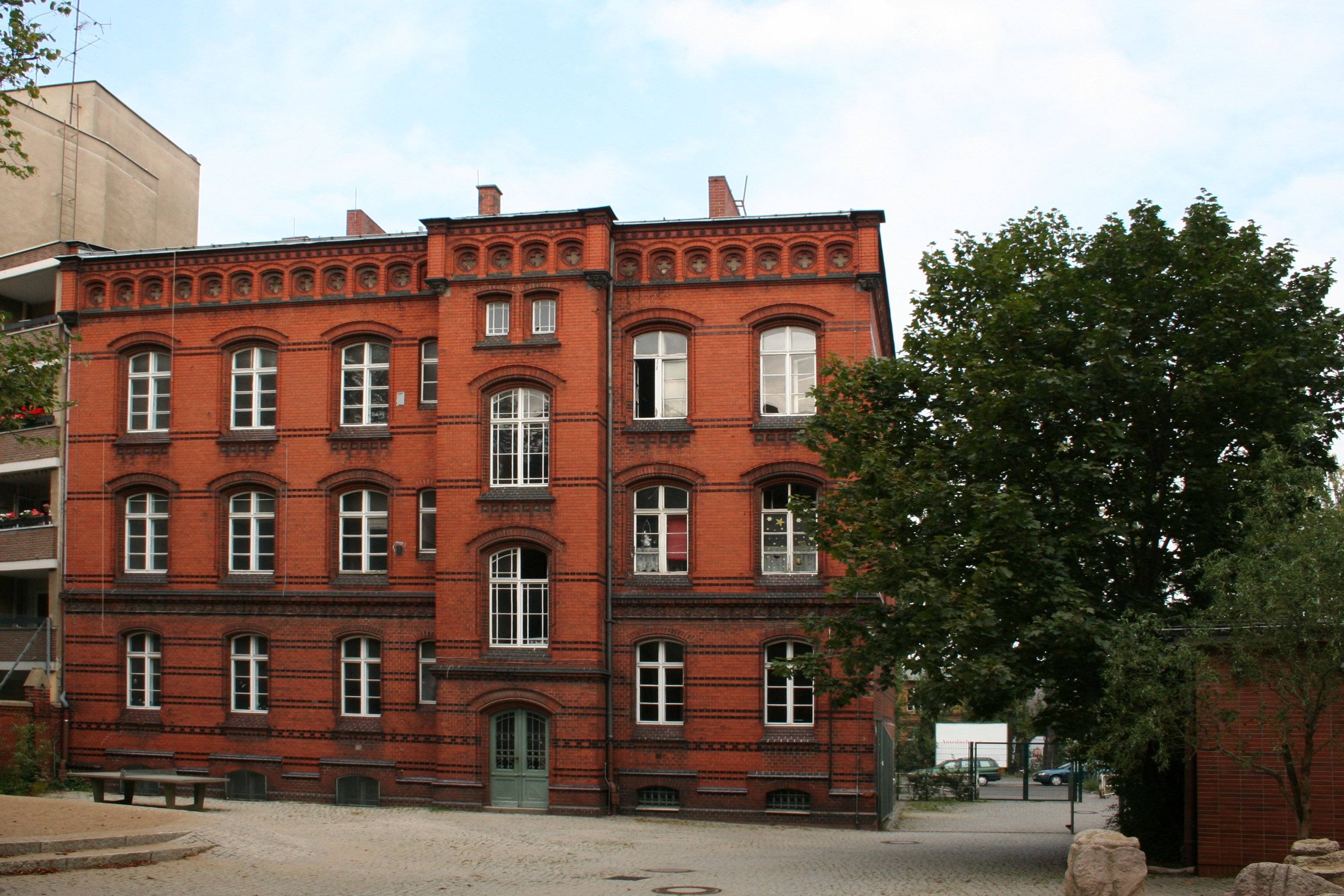
Rückseite des ehemaligen Wohngebäudes

Eine ständig wachsende Einwohnerzahl in Moabit führte Ende des 19. Jahrhunderts zu einem Bau von mehreren „Doppelschulen“ – Mädchen und Jungen wurden noch getrennt unterrichtet. Für 229.090 Mark (kaufkraftbereinigt in heutiger Währung: rund 1,95 Millionen Euro) erwarb die Stadt Berlin am 1. April 1894 ein 5679 Quadratmeter großes Grundstück von der Grundrenten-Gesellschaft . Am 6. August desselben Jahres wurde ein Bauantrag gestellt, der nach nur elf Tagen bewilligt wurde. Die Planung der Gebäude oblag dem Stadtbaurat Hermann Blankenstein. Die offizielle Gründung der Schule folgte am 1. Oktober 1894 unter dem Namen 206. Gemeindeschule Berlin (Mädchen). Die ersten Schüler wurden noch in einem Wohnhaus in der Stromstraße 48 untergebracht.
Die Erd- und Fundamentierungsarbeiten begannen dann kurze Zeit später am 19. Oktober. Nach zehn Monaten, am 23. August 1895, waren sowohl das Schulgebäude als auch das Wohnhaus im Rohbau fertiggestellt und die Arbeiten verlagerten sich auf den Innenausbau. Am 23. März 1896 wurden die Gebäude polizeilich abgenommen und zum ersten April bezog die 206. Gemeindeschule den hinteren Teil des Schulhauses. Der vordere Teil wurde von der 212. Gemeindeschule Berlin (Knaben) bezogen. Eine Besonderheit befand sich im Mittelbau des Kellers, dort war als eines der ersten in Berlin ein „Brausebad“ installiert worden. Die 414.140 Mark (heute rund 3,63 Millionen Euro) Gesamtkosten für die Gebäude schienen gut verwendet.

### 1918–1933
In den ersten beiden Wintern nach Kriegsende herrschte noch ein derartiger Kohlemangel, dass Schulen zusammengelegt und der Unterricht stark gekürzt werden musste. In der Siemensstraße wurde 1919 zum Frühstück warme Suppe an die Kinder verteilt. Durch Spenden von Quäkern gab es 1920 für ein Jahr sogar eine kostenlose warme Mittagsspeisung. Auch die Schulbücher wurden an bedürftige Schüler kostenlos verteilt.
Die Trennung von Kirche und Staat in der Weimarer Republik spiegelte sich ebenfalls in der Schule wider: Das gemeinsame Schulgebet entfiel, die Angabe der Religion auf dem Abgangszeugnis ebenso. Am 1. April 1921 diskutierte die Elternversammlung in der Aula „Darf unsere Schule weltlich werden?“. Die etwa 15 Prozent vom Religionsunterricht abgemeldeten Schüler der Umgebung sollten in einer eigenen Schule untergebracht werden und die 206. Gemeindeschule stand dafür zur Debatte. Am Ende wurde eine „Sammelschule“ in der Waldenserstraße eröffnet, in der die Kinder keinen Religionsunterricht bekamen.
Der Lehrplan für die Schulen der Stadt Berlin 1924 sah moderne Richtlinien des Lernens vor: Nicht auswendig lernen, sondern erleben und selbstständig erarbeiten sollten sich die Schüler das Wissen. Mit dem neuen Lehrplan kam ein neuer Name – 206. Volksschule Berlin. Ab Ostern 1928 wurden die Schulanfänger ausschließlich in der Sütterlinschrift unterrichtet.

### 1933–1945
Die zentrale Schulverwaltung Berlins wurde am 30. Juni 1938 aufgelöst. Jeder Bezirk übernahm von da an die Verwaltung seiner Schulen selbst und musste ein eigenes Schulamt stellen. In diesem Zuge erfolgte eine geringe Umbenennung der Schule in 6. Volksschule Tiergarten, Berlin.
In der ersten Kriegswoche 1939 wurde zunächst nicht unterrichtet, da die Lehrer bei der Ausgabe von Lebensmittelkarten und Bezugsscheinen mithalfen. Danach verlief der Schulbetrieb normal und erst mit Beginn des Winters wurde das Schulgebäude stillgelegt. In dieser Zeit fand der Unterricht abwechselnd am Vor- und Nachmittag in der Wiclefstraße statt.
Im Mai 1943 waren nur noch drei Lehrerinnen an der Schule tätig, im August wurden die Schüler und verbliebenen Lehrer in die Nähe von Rastenburg verlegt. Bei den Luftangriffen am 23. und 24. November 1943 wurden die Turnhalle zerstört, sowie Teile der Außenwände und Decken eingerissen. Andere Schulen in Moabit traf es verheerender, drei Schulgebäude wurden komplett zerstört. Die Firma Telefunken nutze Ende 1944 das Schulgebäude noch zur Unterbringung von französischen Fremdarbeitern.

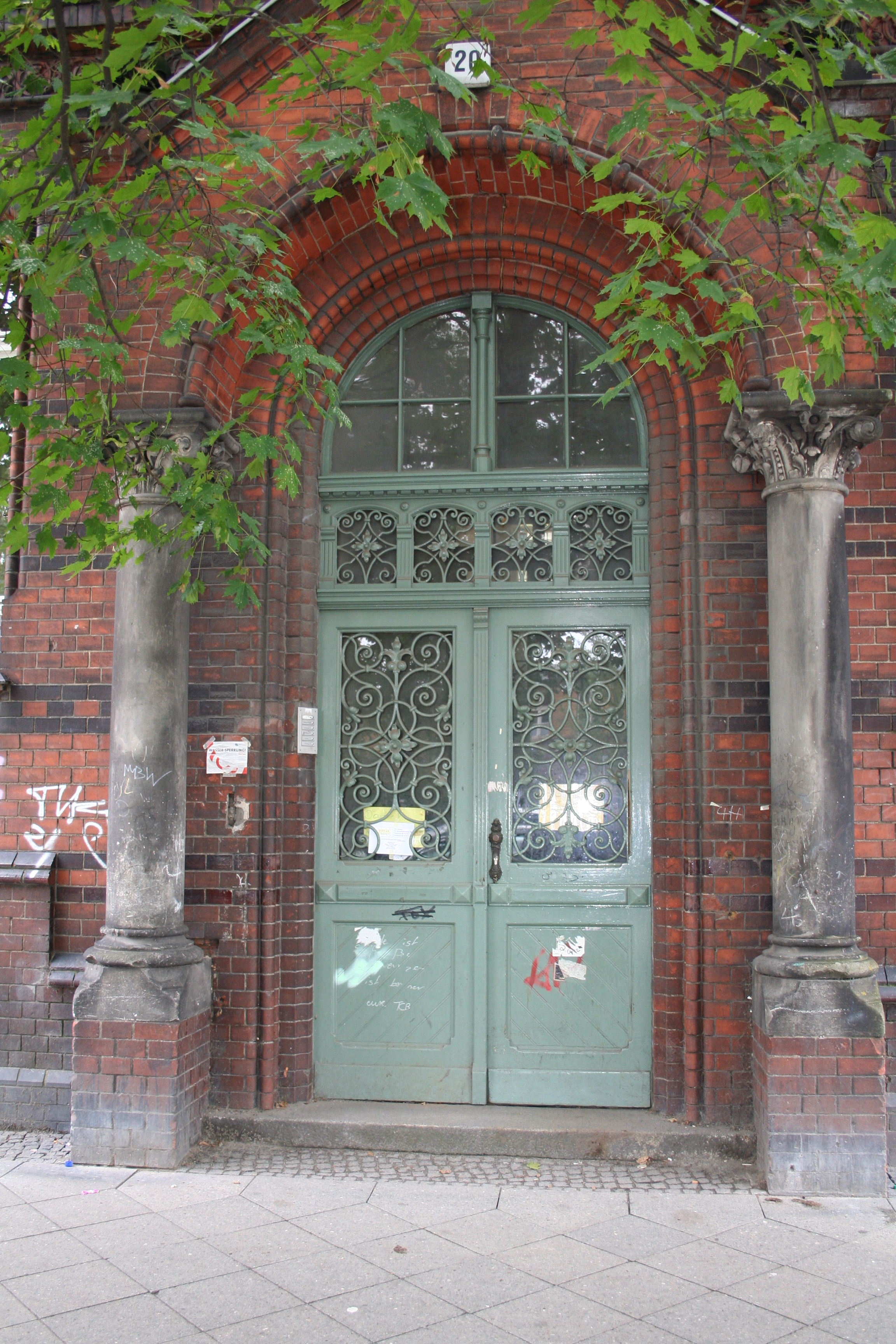
Eingang zum früheren Wohnhaus der Schule, August 2006

### 1945–1951: Wiederaufbau
„Allerlei Unrat“, Reste militärischer Ausrüstung und sogar Waffen des Volkssturms und der Roten Armee lagerten nach Kriegsende auf dem Gelände der Schule. Für die Aufräumarbeiten stellte das Bezirksamt einige „Trümmerfrauen“ zur Verfügung. Fenster und Türen der Gebäude wurden verriegelt und teilweise verrammelt, um die Entwendung der Möbel zum Heizen zu unterbinden. Nach insgesamt zweijähriger Unterbrechung konnte der Unterricht schließlich am 3. Juli 1945 mit neun Lehrerinnen fortgesetzt werden. Im Herbst wich man in eine umliegende Schule aus, in der die Fensterscheiben erhalten geblieben waren und die Räume so beheizt werden konnten. Vom 3. Dezember bis Weihnachten herrschte jedoch ein Kohlemangel, sodass der Unterricht ausgesetzt wurde und die Schüler nur einige Male in der Woche zur Abgabe und Erteilung der Hausaufgaben wiederkamen.
Die Instandsetzung des Gebäudes ging aufgrund fehlender Materialien und Geldes nur sehr langsam voran. Zuerst wurde das Dach im Sommer 1946 an beschädigten Stellen gedeckt. Die glaslosen Fenster waren zunächst mit Pappe vernagelt, erst nach und nach wurden bis April 1948 die unteren und Mittelteile der Fenster verglast. Mit Einführung der D-Mark besserte sich die Situation und die Wiederherstellungen gingen schneller voran. So erhielt die Schule 1951 die so wichtige Heizanlage und Steckdosen in jedem Klassenzimmer.

### 1951–1965: Ausbau
Die Änderung des Berliner Schulgesetzes zum Schulaufbau ließ aus der Volksschule am 1. Juli 1951 eine Grundschule werden. Der neue Name wurde weiterhin nüchtern gewählt: 3./4. Grundschule Tiergarten, Berlin.

### 1965–1986
Die Schulleitung kontaktierte 1967 James Krüss, denn alle Berliner Schulen mussten sich umbenennen und die Wahl war auf den Kinder- und Jugendschriftsteller gefallen. Den Schülern sage James Krüss mehr „als ein bekannter Politiker“, so die Begründung damals. Mit seiner Zustimmung und in seiner Anwesenheit gab sich die Schule am 23. Oktober 1967 den neuen Namen James-Krüss-Grundschule, den sie noch heute trägt.
Unterricht auch an Samstagen war bis in die 1970er Jahre üblich. Den Berliner Schulen wurde Anfang 1970 allerdings die Möglichkeit gegeben, selbstständig ein oder zwei unterrichtsfreie Samstage pro Monat einzuführen. 100 Prozent der Lehrer und 96,4 Prozent der Eltern stimmten für zwei freie Tage, sodass die Schüler des folgenden Klassenjahres mehr Freizeit bekamen.
Im Zuge der Anwerbung ausländischer Arbeitskräfte Ende der 1970er Jahre stieg auch der Anteil von insbesondere türkischen und jugoslawischen Schülern. Die Schule reagierte mit speziellen Vorbereitungsklassen zur Förderung in der deutschen Sprache und stellte eine türkische Lehrerin ein. Bis 1984 war der Anteil der ausländischen Schüler so stark angestiegen, dass „Ausländerregelklassen“ eingerichtet wurden. Der Schulleiter Rast berichtet im Schuljahr 1985/86, dass von 19 Klassen sechs reine „Ausländerklassen“ seinen und der Ausländeranteil an der gesamten Schule 54 Prozent betrage.

### Pilotprojekt Gemeinschaftsschule
Seit dem Schuljahr 2008/09 befindet sich die James-Krüss-Grundschule in Kooperation mit der Moses-Mendelssohn-Oberschule, im berlinweiten Pilotprojekt Gemeinschaftsschule, anschließend im Schuljahr 2010/11 mit der Moses-Mendelssohn-Oberschule zur gemeinsamen Schule fusioniert unter dem neuen Namen Erste Gemeinschaftsschule Berlin-Mitte. Seit dem Schuljahr 2013/14 heißt die Schule Theodor-Heuss-Gemeinschaftsschule, weil in diesem Schuljahr noch das Theodor-Heuss-Gymnasium dazukam und somit an dieser Schule auch alle Abschlüsse bis zum Abitur erworben werden können.

### Liste der Rektoren
- 1894–1902: Johannes Michealis
- 1902–1905: Ewald Wassermann
- 1905–1906: Friedrich Zilz
- 1906–1920: Friedrich Meinke
- 1920–1938: Otto Labuda
- 1938–1945: Hans Buechler
- 1945–1946: Charlotte Reimann
- 1946–1965: Fritz Paulus